# بليحاء صقيعية
البليحاء الصقيعية أو خُزَامى أو ذَنَبَان (باللاتينية: Reseda pruinosa) نوع نباتي من جنس البليحاء.

## الموئل والانتشار
موطنها المشرق العربي والمغرب العربي ووادي النيل.

## الوصف النباتي
نبات عشبي.